# Рабство в Швеції
Рабство в Швеції — система примусового підневільного становища, що існувала на території сучасної Швеції в різні історичні періоди.
Шведська работоргівля переважно мала місце на ранній історії Швеції, коли торгівля таллами (давньоскандинавська: þræll) була одним із стовпів скандинавської економіки з IX по XI століття, і закінчилася з широким прийняттям християнства у Швеції. Рабство було глибоко вкоріненою інституцією у вікінгському суспільстві, яке було ієрархічним, а найнижчий соціальний клас складався з траллів та рабів, які становили основне джерело важкої праці у скандинавському суспільстві. Рабство у Швеції було скасовано у 1335 році королем Магнусом Ерікссоном.
Під час набігів вікінги часто захоплювали та поневолювали військово слабші народи, з якими вони стикалися під час нападів або завоювань по всій Європі. Ця работоргівля тривала з VIII по XI століття. Менша торгівля африканськими рабами відбувалася протягом XVII та XVIII століть як частина атлантичної работоргівлі? приблизно в той час, коли шведські заморські колонії були засновані в Північній Америці (Нова Швеція; 1638—1655) та в Африці (що тривало між 1650 і 1663 роками). Подібно до інших європейських держав, рабство було заборонено на батьківщині, але було легальним у колоніях. Отже, рабство залишалося легальним в єдиній шведській карибській колонії Сен-Бартелемі з 1784 до 1847 року.
Епоха вікінгів була періодом широкомасштабних потрясінь та руйнувань у всьому північному світі. Вікінги-загарбники шукали полонених, багатьох з яких захоплювали та тримали в таборах, де їх викуповували, експлуатували та поневолювали. Рабами із Західної Європи в епоху вікінгів були переважно франки, англосакси та кельти. Багато ірландських рабів використовувалися в експедиціях для колонізації Ісландії. Нормани також забрали балтійських, слов'янських рабів з Північно-Східної Європи, латинських рабів з Південної Європи та мавританських рабів з Аль-Андалусу та Північної Африки. Вікінги плавали «Шляхом рабів» через Егейське море та потрапляли до чорноморських портів, вперше заснованих архаїчними греками, перехрестя шляхів для торгівлі людьми.
Рабство було заборонено у 1335 році королем Швеції Магнусом IV для рабів, «народжених християнськими батьками». Вестерґетланд та Веренд, останні регіони, де воно залишалося законним Однак це стосувалося лише кордонів Швеції, що відкрило шлях для пізнішої работоргівлі в колоніях. Подібно до інших європейських країн, рабство пізніше було відроджено на шведських територіях за межами європейської батьківщини.
У XVII століття, починаючи з 1650 року, шведські громадяни стали брати участь в атлантичній работоргівлі. Швеція створила торговельні станції вздовж узбережжя Західної Африки з базами на Шведському Золотому Березі, який сьогодні належить Гані. У 1663 році Шведський Золотий Берег перейшов під владу Данії і став частиною Данського Золотого Берега. За десять років своєї діяльності шведська африканська компанія перевезла близько 2 000 рабів. Однак через кілька років шведські підприємства в Західній Африці занепали, тоді як данські проіснували до 1850 року. Між 1784 і 1878 роками Швеція мала колонію в Карибському басейні. Шведська колонія Сен-Бартелемі функціонувала як безмитний порт і стала головним центром призначення для невільницьких кораблів. Рабів ввозили без сплати податків іноземними суднами, а шведська корона отримувала прибуток, стягуючи експортний податок під час вивезення рабів. Швеція також була основним постачальником заліза для ланцюгів, що використовувалися в работоргівлі. Рабство було законодавчо закріплено в Сен-Бартелемі згідно з «Указом про поліцію рабів та вільного кольорового населення» від 30 липня 1787 року, оригінал французькою мовою від 30 червня 1787 року. Восени 1786 року на острові було засновано Шведську Вест-Індську компанію.
На початку ХІХ століття Швеція підписала договори з Великою Британією та Францією про скасування работоргівлі. На основі рішення, прийнятого в 1846 році, 1847 року рабство було скасовано у всіх частинах Швеції, включаючи її колонію. Останніх законно володіних рабів у шведській колонії Сен-Бартелемі було куплено та звільнено шведською державою 9 жовтня 1847 року.

## Період міграції: напівлегенда

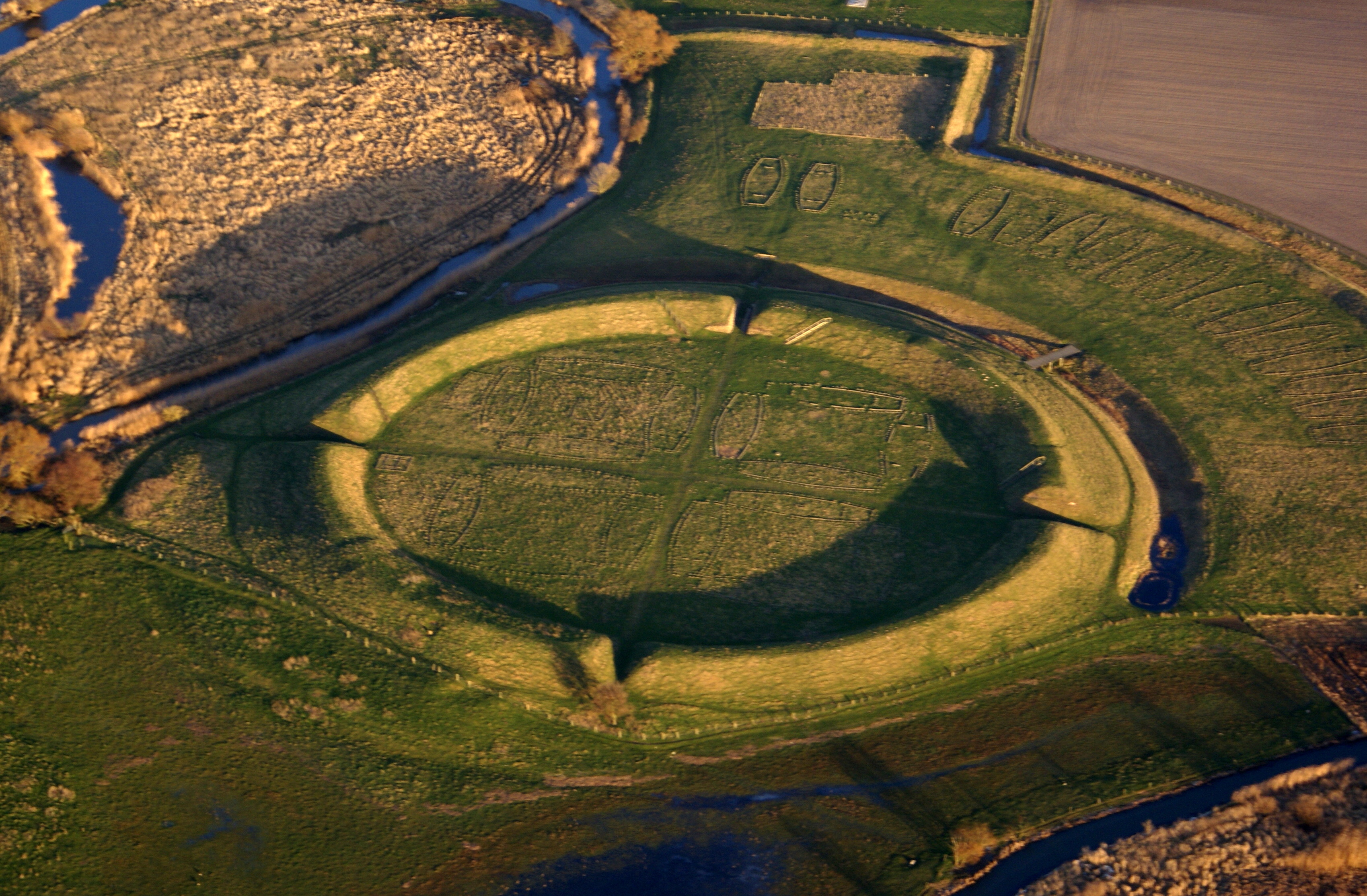
Традиційно назву Треллеборг перекладали та пояснювали як «фортеця, збудована рабами», оскільки давньоскандинавське слово для позначення раба було «thrall» (сучасне слово — træl данською та träl шведською мовою), а borg означає фортеця або місто.

Рання історія Швеції погано задокументована, а джерела піддаються ретельному аналізу, тим більше, що достовірність ісландських саг викликає сумніви, оскільки шведські монархи, згадані в іноземних джерелах, не співпадають з монархами, згаданими в ісландських сагах. У Напівлегендарний період у сагах згадується повстання рабів, що відбулося у Швеції. Його достовірність невідома.
За ісландськими сагами, повстання рабів, очолюване рабом Тунне, призвело до повалення шведського конунга Онгентеова, який був змушений тікати до данів (германського племені). Шведський конунг Онгентеов, якого іноді ототожнюють з Анган-Тисом у «Беовульфі», ймовірно, є ще одним варіантом імені Тіс Еттунгр. Тунне описували як раба, відповідального за охорону королівської скарбниці та зброї. Тунне, ймовірно, називали Еофор, оскільки обидва імені означають кабан, а слово «кеннінґ» часто використовувалося в давньоскандинавській та давньоанглійській мовах. Тунне могло походити з Північних земель, оскільки ім'я Тунне зустрічається лише на рунічних каменях у Шведських Північних землях. Як згадував римський історик Тацит, шведську зброю справді охороняв раб. За сагою, Тунне проголосив себе королем Світьода. Раби, забравши зброю з зброярні конунга, змусили родину конунга та знать дістати мечі та шоломи своїх предків з могил у Гамла-Уппсалі. Щоб перемогти шведську армію у восьми битвах Тунне використав зброю з королівської збройні. Перемоги повстанців Тунне призвели до таких численних втрат для шведського короля, що він був змушений пообіцяти данському королю данину, щоб забезпечити його подальшу підтримку.
У курганах 500 р. н. е. відсутня зброя, що після археологічного дослідження підтвердило версію про те, що під час повстання зброю було вилучено з могильного кургану. За допомогою данських вояків повстання рабів було врешті-решт придушене. Однак Тунне вбив конунга Онгентеова ще до завершення повстання. В ісландських сагах, однак, Онгентеов був убитий кабаном. У «Беовульфі» його вбив воїн Еофор (який може бути ідентичним Тунну). Еофор убив Онгентеова своїм мечем, який пробив шолом конунга наскрізь. Еофор приніс шолом Онгентоу гетам, де отримав захист і нагороду за вбивство їхнього короля-суперника. Як нагороду Еофор отримав у дружини доньку короля готів Гігелака. Скоріш за все, саме Еофор вбив Онгентеова, проте немає впевненості, що Еофор і Тунне — це одна й та сама особа.

## Шведське рабство та работоргівля в Середньовіччі

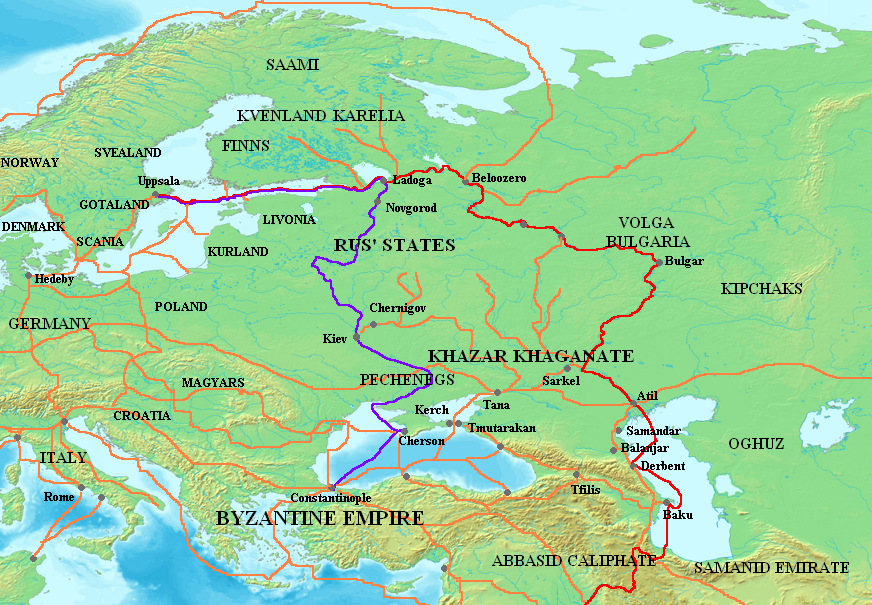
Мапа, що показує основні торговельні шляхи варягів та вікінгів: Волзький торговельний шлях (червоним кольором) та Торговельний шлях з варягів до греків (фіолетовим кольором). Інші торговельні шляхи VIII—XI століть показані помаранчевим кольором.

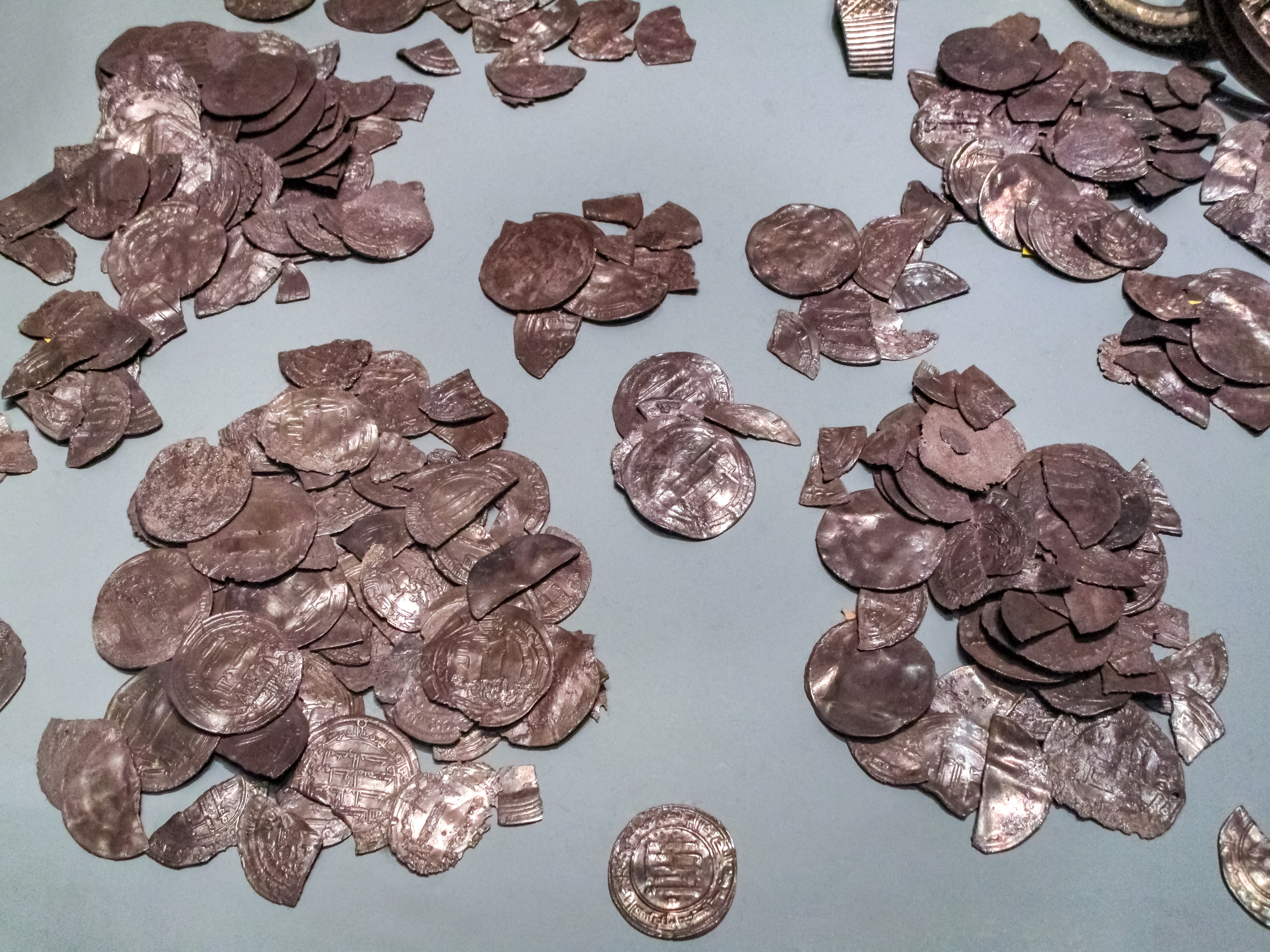
Монети Саманідів, знайдені у скарбі Спіллінгс

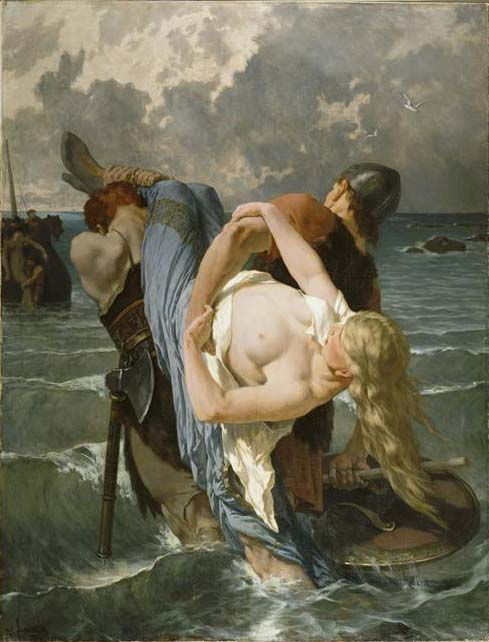
Вікінги захоплювали людей під час своїх набігів на Європу.

Завдання рабів у Швеції полягало в тому, щоб допомагати чоловікам і жінкам працювати в сільському господарстві, причому жінки додатково виконували функції наложниць або домашньої прислуги. Раби могли мати певну соціальну мобільність у норвезькому суспільстві, як, наприклад, Олав Тиггвасон, який пройшов шлях від полоненого естонського раба до короля Норвегії.

### Передісторія
Рабство було поширеним явищем в епоху вікінгів, і однією з головних причин експансії вікінгів був пошук рабів в інших країнах. Протягом VIII—X століть рабів зі Східної Європи та Балтійського моря продавали до елітних домогосподарств Візантії та ісламського світу через річкові системи Дніпра та Волги, імперію Каролінгів та Венецію. Арабські купці з Каспійського моря та візантійські купці з Чорного моря закуповували свої товари на торгових ринках Русі, де зустрічалися з різними торговцями та воїнами, та обмінювали свої товари на рабів, захоплених в Європі.
Вікінги скористалися попитом на рабів на південних невільничих ринках православної Візантійської імперії та ісламського Близькосхідного халіфату, які прагнули рабів іншої релігії, ніж їхня власна. У Середньовіччі работоргівля організовувалася за релігійними принципами. І християни, і мусульмани забороняли поневолення людей своєї віри, але обидва схвалювали поневолення людей іншої віри. Обидва дозволяли поневолення людей, яких вони вважали єретиками, що дозволяло католикам поневолювати православних, а мусульманам-сунітам — мусульман-шиїтів. Однак і християни, і мусульмани схвалювали поневолення язичників, які стали пріоритетною метою работоргівлі в Середньовіччі, а язичницькі військовополонені продавалися ворогами-язичниками для работоргівлі.

### Работоргівля вікінгів
Вікінги перевозили європейських рабів, захоплених під час набігів вікінгів у Європі на Сході, у два пункти на Сході: один через Волзький торговий шлях до Аббасидського халіфату на Близькому Сході через Каспійське море, работоргівлю Саманідів та Іран; а іний — через Дніпро та работоргівлю на Чорному морі до Візантійської імперії та Середземномор'я. До IX століття вікінги перевозили балтійських та фінських європейських рабів з Балтійського моря в Північно-Східній Європі через Віслу або Дунай на південний схід через Європу до Чорного моря. Шлях рабів вікінгів було перенаправлено у IX столітті, і до XI століття вікінги перевозили європейських рабів з Балтійського моря через Ладогу, Новгород та річку Мсту шляхом від варягів до греків, до Візантійської імперії через чорноморську работоргівлю або до Аббасидського халіфату через Каспійське море (і работоргівлю в Бухарі) Волзьким торговим шляхом.
Людей, захоплених у полон під час набігів вікінгів по всій Європі, могли продати до мавританської Іспанії через дублінську работоргівлю або перевезти до Хедебю чи Бренне, а звідти Волзьким торговим шляхом до Поволжжя, де рабів та хутра продавали мусульманським купцям в обмін на арабські срібні дирхеми та шовк, які були знайдені в Бірці, Воліні та Дубліні; спочатку цей торговий шлях між Європою та Аббасидським халіфатом проходив через Хозарський каганат, але з початку X століття він проходив через Волзьку Болгарію, а звідти караваном до Хорезма, на ринок рабів Саманідів у Центральній Азії та, нарешті, через Іран до Аббасидського халіфату.
Архієпископ Рімберт Бременський (помер 888 р.) повідомляв, що він був свідком «великого натовпу полонених християн, яких вивозили» у порту вікінгів Хедебю в Данії, однією з яких була жінка, яка співала псалми, щоб представити себе як християнську черницю, і яку єпископ зміг звільнити, обмінявши свого коня на її свободу.
Ця торгівля була джерелом срібних скарбів арабських дирхемів, знайдених у Скандинавії, і функціонувала щонайменше з 786 до 1009 року, коли там були знайдені такі монети, і вона була настільки прибутковою, що сприяла постійним набігам вікінгів по всій Європі, яка використовувалася вікінгами як джерело постачання рабів для цієї торгівлі з ісламським світом. Серед таких скарбів можна згадати скарб Спіллінгса та скарб Сундведи.
Протягом XI століття вікінгські народи Данії, Норвегії та Швеції прийняли християнство, що унеможливило для них продовження набігів рабів на християнську Європу, і, як наслідок, набіги вікінгів на рабів по всій Європі скоротилися. За словами Лени Бйоркман, встановлення Київської Русі, ймовірно, також зменшило кількість рабів, яких викрадали під час набігів, та обмежило її місцевим ринком рабів у Швеції.

### Скасування
Рабство у Швеції, схоже, поступово зникло протягом ХІІІ століття. Християнська церква не схвалювала поневолення християн. Надання свободи рабу розглядалося як святий акт, що дає шляхтичу більше шансів потрапити на небо, і, схоже, стало звичаєм звільняти рабів за власним бажанням, що поступово зменшувало кількість рабів. Оскільки в ХІІІ столітті стало менше язичницьких земель, де християни могли б законно набувати нових рабів, то не було ніяких можливостей збільшити кількість рабів. У Швеції не було кріпацтва, а отже, всі селяни, багаті і бідні, були вільні. Хоча бідні фермери, ймовірно, не мали такої фінансової можливості, як багаті дворяни, це, можливо, означає, що фермери або вільні люди були останніми, хто звільняв своїх рабів.
Паралельно зі збільшенням кількості заповітів рабів у ХІІІ столітті, різні частини Швеції почали забороняти рабство в межах своїх графств, тоді як в інших воно залишалося легальним. Останнім документом, в якому згадується раб у Швеції, є заповіт від 1310 року, в якому раб Карелус, чоловік, був манумінований. Рабство було остаточно заборонено королем Швеції Магнусом IV у 1335 році. На практиці, заборона 1335 року означала скасування рабства в графствах Вестерйотланд і Веренд, але оскільки рабство вже було заборонено в решті графств раніше, заборона 1335 року в єдиних двох графствах, де рабство залишалося законним, також означала остаточне скасування рабства в Швеції в цілому. Насправді, на момент остаточного скасування рабства у Швеції залишилося б дуже мало рабів, і вважається ймовірним, що на той момент усі вони вже були звільнені.

## Шведське рабство та работоргівля на початку Нового часу

### Торгові факторії в Африці
У 1650 році Швеція заснувала торговельні факторії вздовж узбережжя Західної Африки, з базами в районі під назвою Шведський Золотий Берег, який пізніше став частиною Західноафриканського Золотого Берега, а сьогодні є частиною Гани. У цей період Швеція та Данія змагалися за позиції регіональних держав, і данці пішли за шведами до Африки, створивши там факторії через кілька років. У 1663 році шведський Золотий Берег був захоплений данською колоніальною державою та став частиною Данського Золотого Берега. Немає жодної історичної документації, яка б свідчила про торгівлю рабами на торгових станціях протягом їх 13-річного шведського володіння.
Шведські торговельні станції знову з'явилися у XVIII столітті, коли Швеція встановила колоніальну присутність у Карибському басейні.

### Рабство на Берберському узбережжі
На Берберському узбережжі було понад 1500 шведських рабів, які стали жертвами берберської работоргівлі. Багато з них більше ніколи не побачили свою батьківщину. Турки часто кастрували своїх рабів. Османи також купували чорношкірих секс-рабинь у шведів.
Корсари ніколи не здійснювали набігів рабів на узбережжя Швеції. Однак шведські та фінські кораблі (Фінляндія була частиною Швеції) зазнавали нападів корсарів у морі за межами Західної Європи та в Середземному морі.
20 листопада 1662 року лорд-скарбник Швеції Магнус Габріель де ла Гарді отримав листа-звернення від восьми шведських моряків, яких викрали корсари в морі та утримували в рабстві в Алжирі.
Швед Йоган Габріель Спарфвенфельдт, який відвідав Алжир і Туніс у 1691 році, співчутливо описав, як він зустрічався і розмовляв з багатьма шведськими рабами, які просили його про допомогу, щоб викупити їх і повернутися до «своїх домівок, до своїх дітей, батьків і землі, на якій вони живуть», і перерахував 23 імена шведів, яких тоді тримали в рабстві.
Швеція намагалася захистити свої кораблі, використовуючи страхування від рабства, конвої, міжнародні договори та підтримуючи дружні контакти з корсарами. Полонених також викуповували їхні родичі. Це стосувалося не лише рабів з багатих родин: відомо, що багато бідних жінок збирали гроші, щоб викупити своїх чоловіків і синів. Після того, як 10 травня 1725 року був захоплений на кораблі «Вібус» зі Стокгольма і молодий моряк Ерік Перссон Енгерман потрапив у рабство в Алжирі, він через свого колегу Петтера Вальберга (який був викуплений і повертався до Швеції) надіслав листа своїй дружині Марії Ольссдоттер і повідомив їй, що «сидить у тяжкому рабстві» в Алжирі. Марія Ольссдоттер не мала коштів, щоб купити його свободу, але звернулася до короля через губернатора Євле з проханням зібрати гроші в церквах для викупу її поневоленого чоловіка, і її прохання було схвалено; це не був незвичайний випадок, оскільки відомо, що багато бідних жінок робили те саме.
Майже всі шведи та фіни, яких корсари захопили в полон на морі, були моряками. Між 1650 і 1763 роками корсарами були поневолені від 500 до 1000 шведських громадян.
Однією зі шведських жертв работоргівлі в Берберії був Маркус Берг (1714—1761), які свої поневіряння описав в опублікованих мемуарах.
Разом зі Сполученими Штатами Америки та Королівством Сицилія 1801 року Швеція долучилася до акції звільнення шведських, американських та сицилійських рабів з Берберського узбережжя. Три шведські кораблі взяли участь у звільненні шведських рабів у Першій Берберійській війні.

### Работоргівля за часів короля Густава III

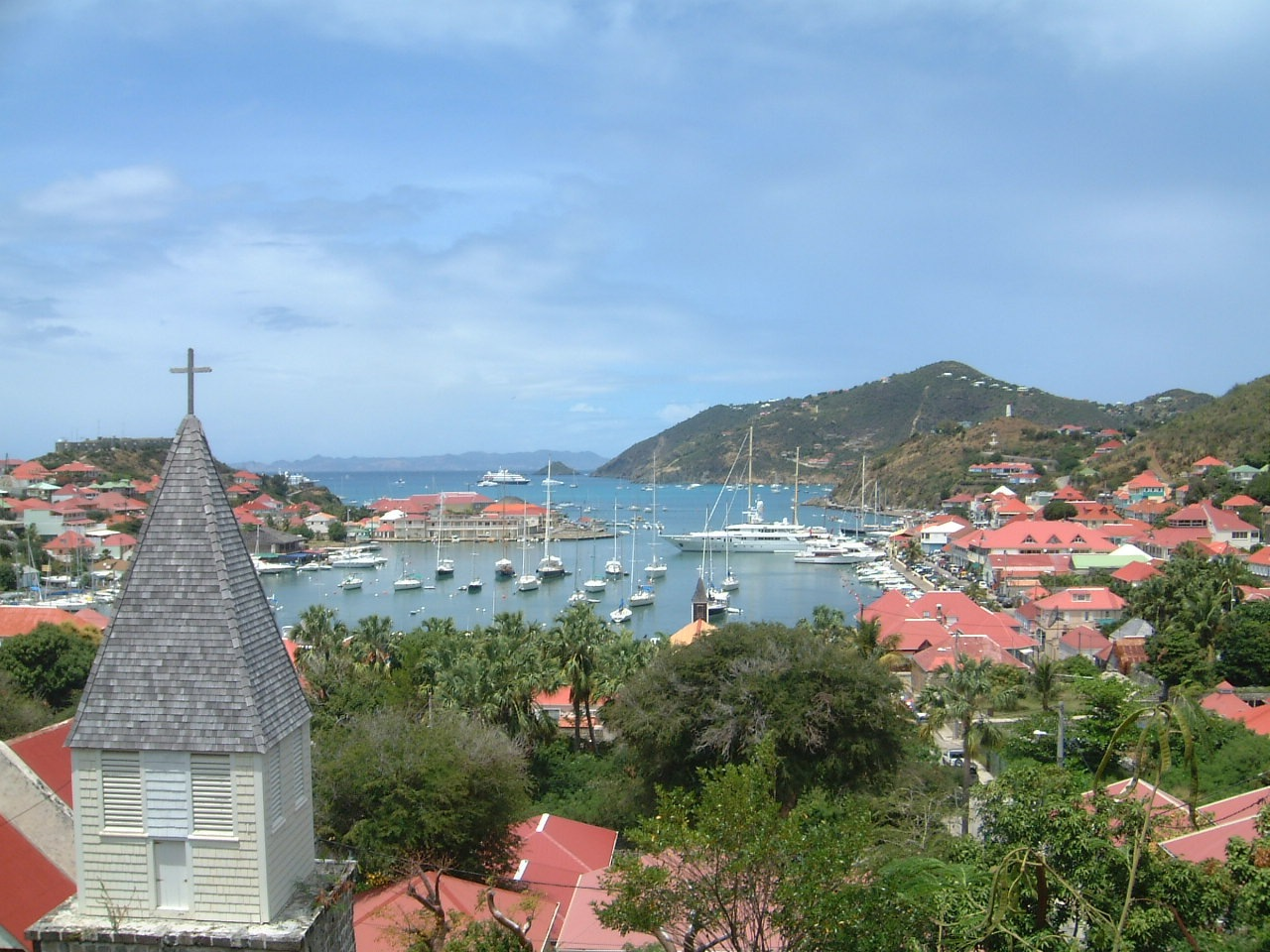
Гавань Густавія, Сен-Бартелемі, сучасність

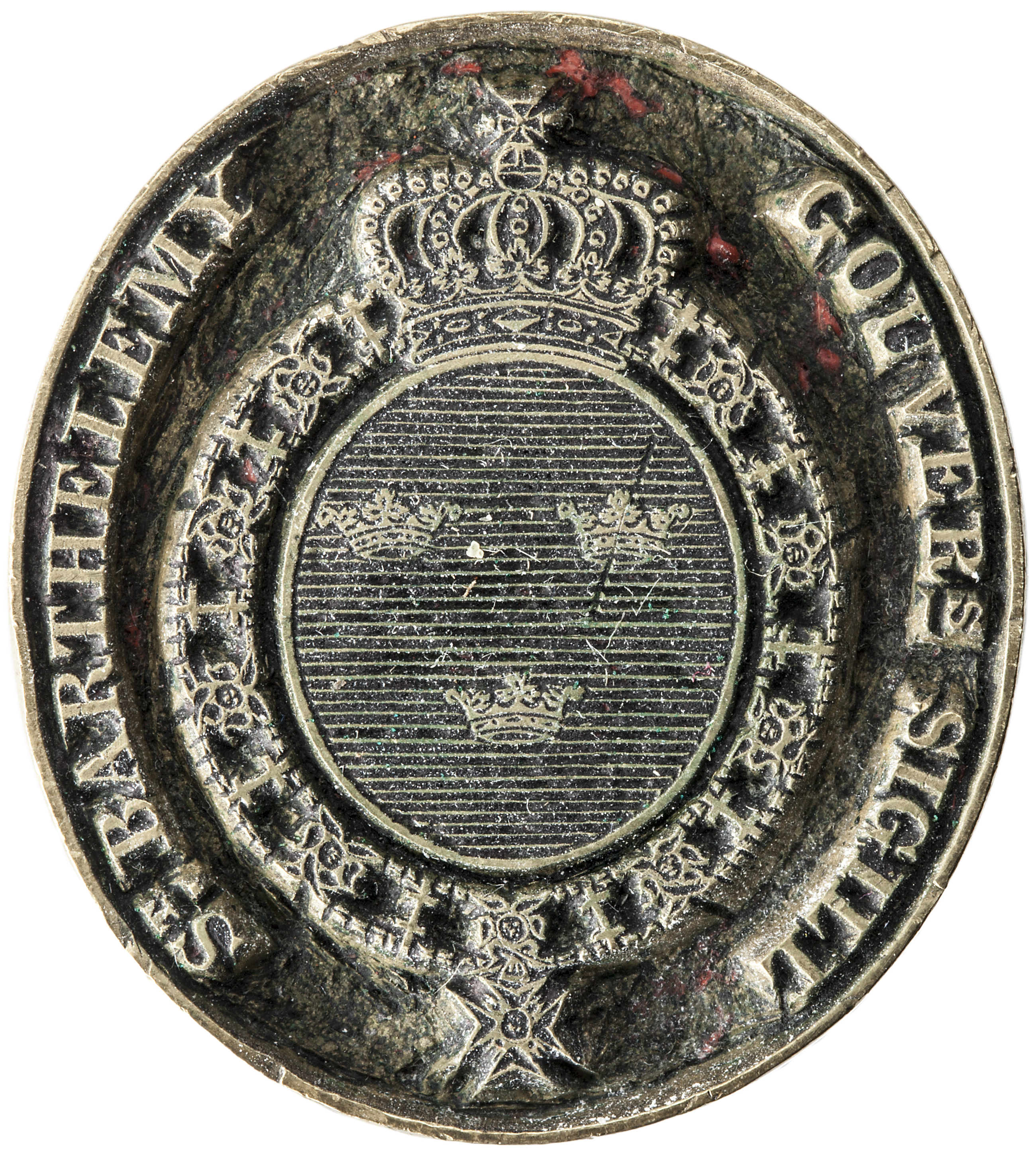
Печатка губернатора шведської колонії, 1784—1877.

1771 року королем Швеції став Густав III. Він хотів, щоб Швеція відновила свою репутацію європейської «великої держави». У той час символом влади та престижу були заморські колонії, тому він вирішив придбати для Швеції колонії. Данія-Норвегія отримувала великі доходи від своїх колоній у Вест-Індії, тому 1784 року Густав придбав у Франції вест-індійський острів Сен-Бартелемі.

23 серпня 1784 року король повідомив Таємну раду, що Швеція тепер володіє островом у Вест-Індії. Це, очевидно, стало несподіванкою для багатьох членів Ради. Перше повідомлення про острів надійшло від Симона Берара, шведського генерального консула в Л'Орієні, єдиному місті острова. Він повідомив таке:
«Це (Сен-Бартелемі) дуже незначний острів, без стратегічного положення. Він дуже бідний і сухий, з дуже малим населенням. Там видобувають лише сіль та бавовну. Значна частина острова складається з безплідних скель. На острові немає солодкої води; всі колодязі на острові дають лише солонувату воду. Воду доводиться імпортувати з сусідніх островів. Ніде немає доріг.»
За словами Берара, через поганий ґрунт на острові не було можливості займатися сільським господарством. Єдиною бажаною особливістю острова була гарна гавань.
Берар рекомендував зробити острів вільним портом. На той час Франція мала проблеми із забезпеченням достатньої кількості рабів для своїх колоній у цьому регіоні. Швеція могла спробувати експортувати певну кількість рабів до французьких колоній у регіоні щороку.
Якби Сен-Бартелемі був успішним, Швеція могла б згодом розширити свою колоніальну імперію на інші острови в цьому регіоні. Густав також знав, що провідні європейські країни-работорговці заробляли на цьому великі гроші.

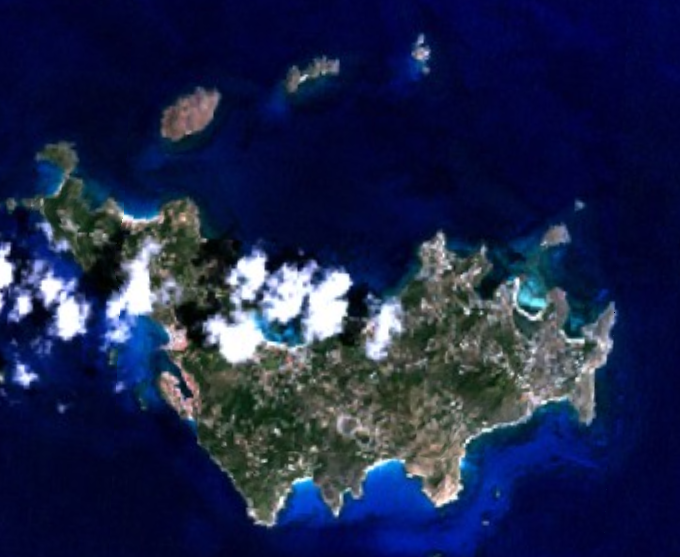
Сен-Бартелемі — супутникова фотографія NASA NLT Landsat 7

Восени 1786 року на острові була заснована Шведська Вест-Індська компанія. Густав сказав інвесторам, що вони можуть розраховувати на великі прибутки в майбутньому. Усім, хто міг собі це дозволити, було дозволено купувати акції, але Густав залишив 10 відсотків акцій собі, що зробило його найбільшим акціонером. Король отримував чверть усіх прибутків компанії, а інші акціонери — три чверті, хоча йому належало лише 10 відсотків компанії.
31 жовтня того ж року було видано привілейовану грамоту для Вест-Індської компанії. Компанія отримала право на торгівлю рабами між Африкою та Вест-Індією. У пункті 14 цієї грамоти зазначалося: «Компанія може вільно здійснювати торгівлю рабами в Анголі та на африканському узбережжі, де це дозволено».
12 березня 1790 року на острові запровадили новий митний податок і конституцію. Обидва закони мали на меті перетворити Сен-Бартелемі на притулок для работоргівців. Нові закони відкрили дивовижні можливості для торговців з усього світу.
На рабів, що ввозилися з Африки до Сен-Бартелемі, не було мита: «Вільний ввіз рабів і торгівля чорними рабами або так званими новими неграми з Африки надається всім націям без сплати будь-якого збору при розвантаженні».
Люди з усього Карибського басейну приїжджали купувати рабів. Уряд стягував невелике експортне мито з рабів, що продавалися з Сен-Бартелемі до іноземних колоній. Для рабів, привезених з Африки на шведських кораблях, це мито було зменшене вдвічі, що принесло Вест-Індській компанії та іншим шведським торговцям додаткові прибутки.
Нова конституція проголошувала: «Свобода для всіх народів, що живуть у день святого Варфоломія і прибувають для того, щоб озброюватися і відправляти кораблі і вантажі до Африки, щоб купувати там рабів, дозволена для всіх народів. Таким чином має виникнути нова галузь для шведської торгівлі в Африці та на узбережжі Гвінеї».
У 1813 році Швеція отримала контроль над Гваделупою, сусідньою французькою колонією, що тимчасово перебувала під британською окупацією. Однак у 1814 році, після падіння Наполеона, Швеція повернула острів Франції.
Одним з небагатьох африканських рабів, придбаних для самої Швеції, був Густав Бадін. Його привезли до Швеції з данських Карибських островів і ще дитиною подарували королеві Луїзі Ульріці Прусській. Бадіна навчали читати й писати, а також проповідували релігію, але в іншому йому дозволяли жити так, як він забажає, без тілесних покарань, які були звичайними для дітей того часу, аби перевірити уявлення про благородного дикуна того часу. Бадін був охрещений, одружений і мав довгу кар'єру як довірений член двору.

### Скасування
У 1788 році Британський комітет за скасування рабства відправив до Густава ІІІ шведського опонента работоргівлі Андерса Спаррмана. Комітет побоювався, що інші країни розширять свою торгівлю, якщо Британія припинить власну. Вони надіслали книги на цю тему і лист, в якому закликали короля перешкоджати своїм підданим брати участь у цій ганебній торгівлі. У листі-відповіді, переданому через Спаррмена, він написав, що ніхто в країні не брав участі в работоргівлі і що він зробить все можливе, щоб утримати їх від цього.
На початку ХІХ століття посилилися рухи проти рабства, особливо у Великій Британії. 1807 року торгівля рабами була заборонена у Великій Британії, а в Сполучених Штатах — у 1808 році, після чого інші країни почали наслідувати цей приклад. Швеція оголосила работоргівлю незаконною в рамках Стокгольмського договору з Великою Британією в 1813 році, але дозволила рабство до 9 жовтня 1847 року.
Протягом ХІХ століття Британське Адміралтейство патрулювало африканське узбережжя, щоб виловлювати незаконних работорговців. Поблизу узбережжя Африки британською владою було перехоплене Шведське судно «Діана», коли воно перевозило рабів з Африки до острова Святого Варфоломія. Справа була передана до суду, щоб перевірити, чи можна вважати работоргівлю такою, що суперечить загальному праву націй. Однак судно було повернуто шведським власникам на тій підставі, що Швеція не забороняла цю торгівлю і толерувала її на практиці.
Як тільки работоргівля стала гарячою проблемою, шведський уряд відмовився від работоргівлі в Карибському басейні, але спочатку не забороняв рабство. Вест-Індська колонія стала фінансовим тягарем. Острів Гваделупа був повернутий Франції 1814 року в обмін на компенсацію в розмірі 24 мільйонів франків. У Швеції було засновано Фонд Гваделупи на користь шведського кронпринца та регента Карла XIV Іоанна Шведського, уродженого Жан-Батиста Бернадотта, громадянина Франції та колишнього маршала Франції за часів Наполеона I. Йому та його спадкоємцям виплачувалося 300 000 риксдалерів на рік до 1983 року як компенсація за втрату престижу у Франції, коли Швеція приєдналася до Британії проти Франції у Наполеонівській війні. У Святому Варфоломії шведський уряд викупив решту рабів, щоб дати їм свободу. За повідомленням Германа Ліндквіста в газеті Aftonbladet (8 жовтня 2006 р.), 523 рабів було куплено безкоштовно по 80 риксдалерів за раба.
Точно невідомо, скільки рабів було доставлено до Нового Світу на шведських кораблях, оскільки більшість архівних документів не досліджувалися, а багато з них досі недоступні через погану збереженість. Проте, деякі дані, здебільшого щодо колишнього шведського острова Сен-Бартелемі, тепер доступні в Інтернеті.

## У масовій культурі
«Йоган Вільде» — серія коміксів, визнана найкращим коміксом року у Швеції 1976 року. Вона містить кілька коміксів, що розповідають про життя Йохана Вільде, який через нещасливі обставини потрапляє в рабство до Швеції. У розпал шведської работоргівлі в Африці.
Вільде падає за борт шведського корабля і потрапляє до африканського племені, яке піклується про нього. Вони стають його прийомною сім'єю. Потім більш войовниче плем'я-суперник за допомогою європейської зброї перемагає їх і продає його та його прийомну сім'ю в рабство до шведського невільничого форту Крістіна. Шведи помилково приймають Вільде за африканського альбіноса і вирішують продати його, навіть якщо він виглядає білим. Сюжет продовжується і розгортається навколо шведських работорговців.

## Додаткова інформація
- Göran Skytte Det kungliga svenska slaveriet (The Royal Swedish Slave Trade) ISBN 91-7684-096-4 Stockholm: Askelin & Hägglund, 1986 157 pp.(Swedish)
- Jan-Öjvind Swahn, Ola Jennersten Swahn, Saint-Barthélemy: Sveriges sista koloni (Saint-Barthélemy: Sweden's Last Colony) ISBN 91-7024-178-3 Höganäs: Wiken, 1985 155 pp. (Swedish)
- Per Tingbrand Vem var vem på Saint-Barthélemy under den svenska tiden? (Who was who in Saint-Barthélemy During the Swedish Epoch?) S:t Barthélemy-sällskapet (pub) (The St. Barthélemy Society (pub)). (Swedish)
- Ben Raffield (2019) «The slave markets of the Viking world: comparative perspectives on an ‘invisible archaeology’.» Slavery & Abolition, 40:4, 682—705
- Thomas K. Heebøll-Holm (2020) «Piratical slave-raiding — the demise of a Viking practice in high medieval Denmark,» Scandinavian Journal of History